# Schistosoma intercalatum
La Schistosoma intercalatum  è un platelminta parassita appartenente all'ordine Strigeatida e alla famiglia Schistosomatidae. È uno dei patogeni responsabili della malattia nota come schistosomiasi.

## Anatomia e fisiologia
Le uova appaiono molto larghe, arrivando anche a misurare 120 µm, la loro forma è romboidale e si ritrovano nelle feci.

## Epidemiologia
Fra le varie forme questa è la più recente, la zona geografica di diffusione non è ancora ben delineata, una sua forma è stata ritrovata nel Congo mentre un altro nella Guinea Equatoriale, le due forme differenziano sotto molti aspetti. Caratteristico è il fatto che se sono presenti in una determinata zona la Schistosoma mansoni o la Schistosoma haematobium, la forma intercalatum non riesce a manifestarsi.